# 艾盖尔沃尔吉
艾盖尔沃尔吉，是匈牙利沃什州所辖的一个村，总面积8.86平方公里，总人口360，人口密度40.6人/平方公里（2010年1月1日）。